# Rhynobrissus
Rhynobrissus is een geslacht van zee-egels uit de familie Brissidae.

## Soorten
- Rhynobrissus cuneus Cooke, 1957
- Rhynobrissus daviesi (Jain, 2002) †
- Rhynobrissus hemiasteroides A. Agassiz, 1879
- Rhynobrissus macropetalus H.L. Clark, 1938
- Rhynobrissus placopetalus A. Agassiz & H.L. Clark, 1907
- Rhynobrissus pyramidalis A. Agassiz, 1872
- Rhynobrissus rostratus Cooke, 1961 †
- Rhynobrissus tumulus McNamara, 1982